# Prähistorische Siedlung von S’Heretat
Die prähistorische Siedlung von S’Heretat (mallorquinisch Poblat prehistòric de s’Heretat) oder auch Es Claper des Gegants ist ein archäologischer Fundplatz auf der spanischen Baleareninsel Mallorca. Claper des Gegants (‚Steingelände der Riesen‘) heißen im Mallorquinischen allgemein Flächen mit Resten von zyklopischen Bauten aus der Vorgeschichte. Die so benannte Ruinenstätte auf dem Landgut S’Heretat in der Gemeinde Capdepera stammt etwa aus der Zeit um 1000 v. Chr. Sie wird der Talaiot-Kultur (auch Talayot-Kultur) am Ende der Bronze- und dem Beginn der Eisenzeit zugerechnet, die Mallorca von 1300 bis 123 v. Chr. prägte.

## Lage

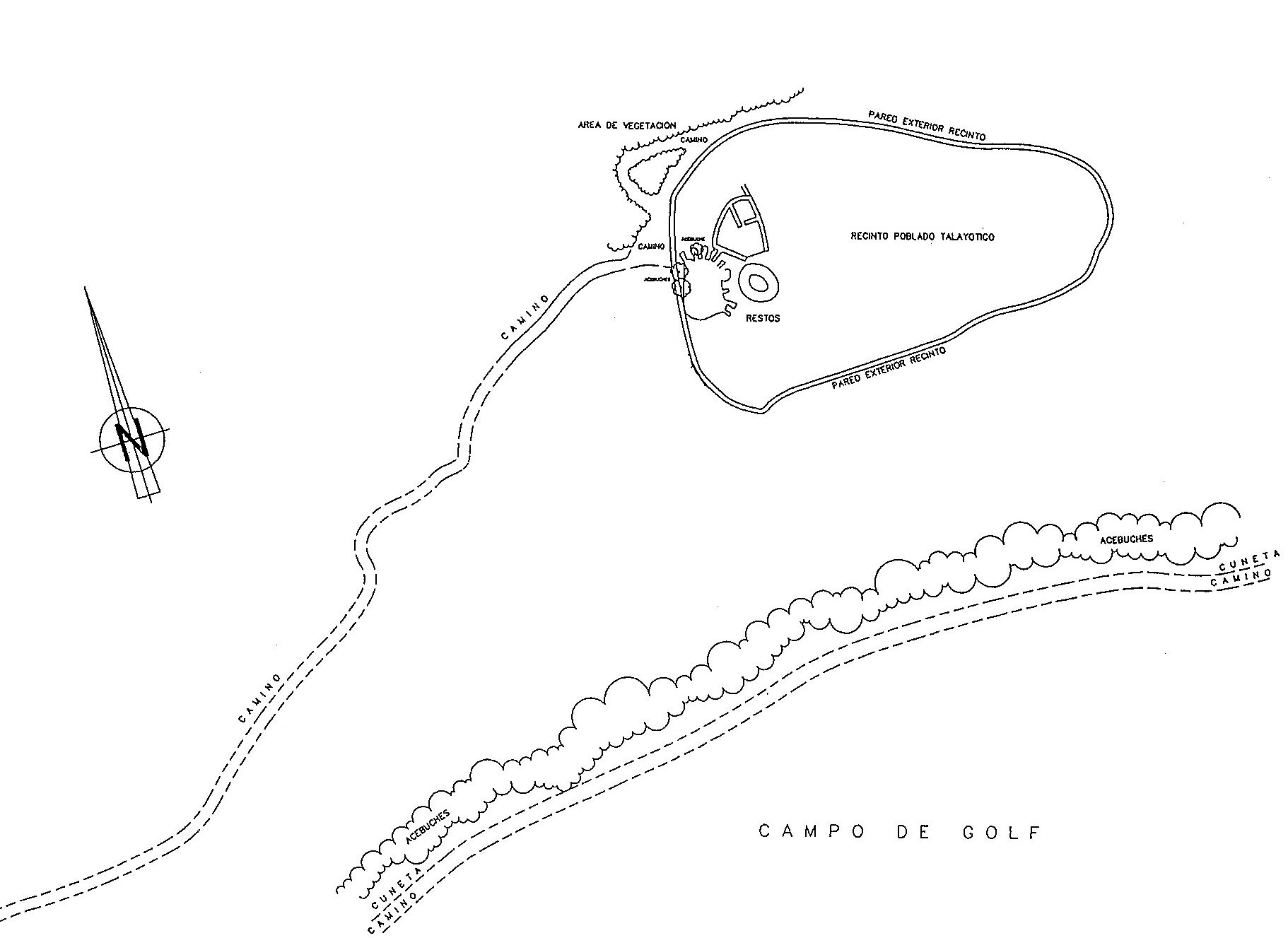
Lage nördlich des Golfplatzes

S’Heretat (‚das ländliche Anwesen‘) befindet sich südlich des Gemeindesitzes der Kleinstadt Capdepera, an der Straße nach Canyamel und zu den Coves d’Artà. Die Überreste der prähistorischen Siedlung liegen dabei auf 50 bis 60 Metern Höhe an einem Südhang der bis über 200 Meter ansteigenden kleinen Bergkette Serra Mitjana (‚Mittelberge‘), eines Teils der Serres de Llevant. Von der Straße MA-4042 nach Canyamel, am Straßenkilometer 7 etwa 2,5 Kilometer hinter dem Kreisverkehr zur MA-4040, ist in Richtung Nordosten ein schmaler Weg zu den Claper des Gegants ausgeschildert. Er führt teilweise an dem Gelände des seit 1988 südlich der prähistorischen Siedlung angelegten Golfplatzes des Club de Golf Canyamel entlang.
Der archäologische Fundplatz ist von der Ostküste Mallorcas bei Sa Font de sa Cala etwa 1,8 Kilometer entfernt. Er liegt dabei nördlich über einer fruchtbaren Ebene, die durch den Torrent de Canyamel bewässert wird. Der Torrent mündet 2,5 Kilometer südöstlich der prähistorischen Siedlung an der Platja de Canyamel ins Mittelmeer. Weitere Überreste von Bauwerken aus der Vorgeschichte Mallorcas nahe S’Heretat befinden sich 5,9 Kilometer südwestlich bei Pula in der Gemeinde Son Servera (zwei Talaiots) und 6,8 Kilometer westlich in Ses Païsses in der Gemeinde Artà (talaiotisches Dorf).

## Beschreibung
Die prähistorische Siedlung von S’Heretat erstreckt sich auf einer Fläche von ungefähr 4800 m². Die Ost-West-Ausdehnung beträgt dabei etwa 110 Meter, die Nord-Süd-Ausdehnung 65 Meter. Das Gelände steigt nach Norden leicht an. Der Bereich der Siedlung umfasst unterschiedliche Strukturen von Trockenmauerwerksresten. Die besterhaltenen Bauten befinden sich im Westen des Geländes, darunter ein runder Talaiot, katalanisch talaiot circular.

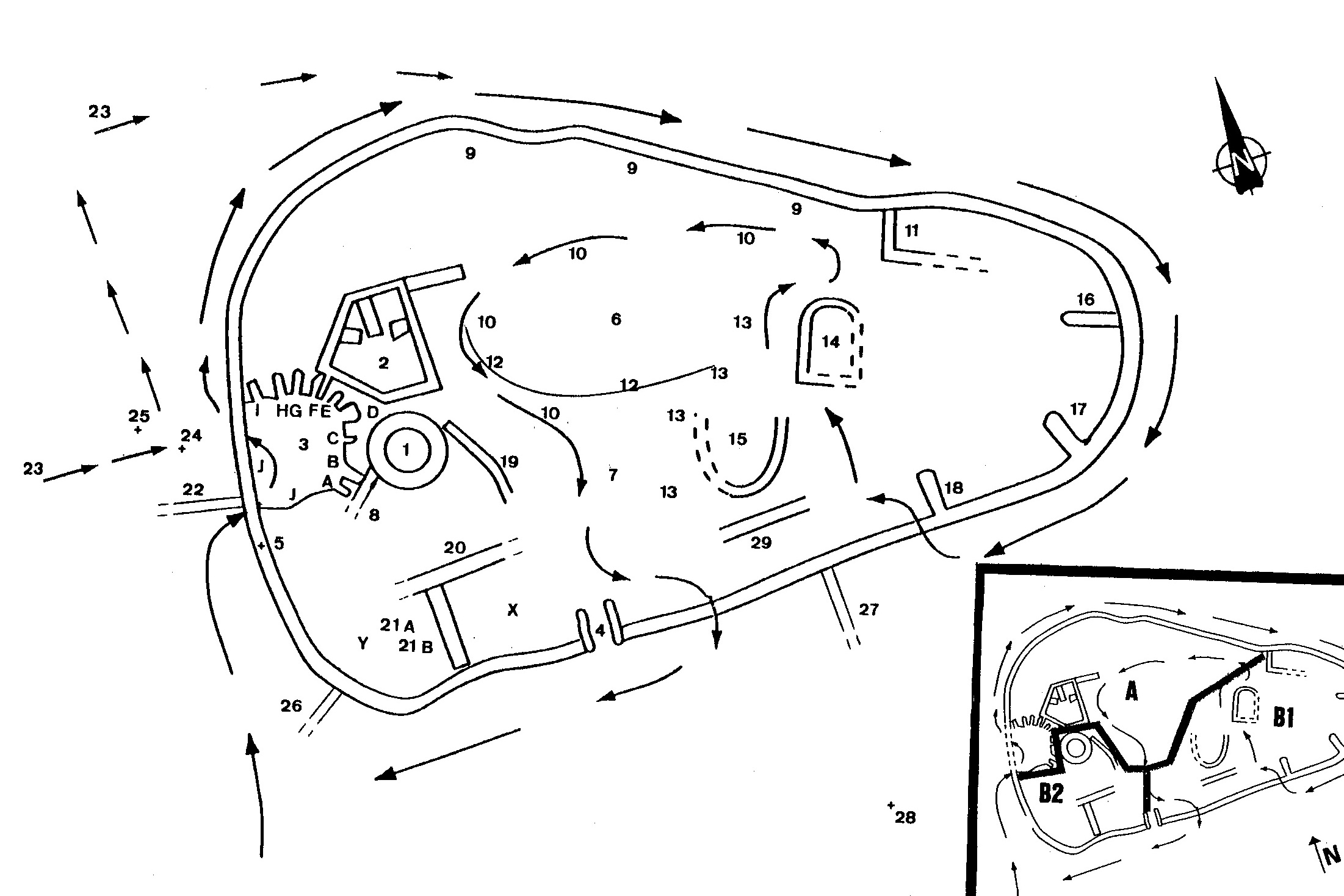
Weg durch die Ausgrabungsstätte

Bereits in dem Buch Die Balearen. Geschildert in Wort und Bild (1869–1891) von Erzherzog Ludwig Salvator wurde der Talaiot von S’Heretat erwähnt. Ende 1888 besuchte der französische Prähistoriker Émile Cartailhac die Claper des Gegants, um den Talaiot der Siedlung zu studieren. In seinem Buch Les monuments primitifs des Îles Baléares (1892) publizierte er ein Foto des Talaiots. Nach der Freilegung der Bauwerksreste 1998 wurden mehrere Grabungskampagnen unter der Leitung des Archäologen Lourdes Mazaira geplant und durchgeführt. Um die Besichtigung für Besucher zu erleichtern legte man einige Wege durch die prähistorische Siedlungsfläche an. Trotz der Freilegung sind weite Teile des Geländes mit wilden Olivenbäumen, Zwergpalmen und Strauchwerk überdeckt.
Die Umfassungsmauer der Siedlung, von der nur Reste erhalten sind, hatte eine Länge von etwa 300 Meter. Sie ist an der Westseite nahe dem Talaiot unterbrochen. Im Südwesten befand sich ein Durchgang und im östlichen Innenbereich gab es mehrere Gebäudeanbauten an die Außenmauer. Neben quadratischen und rechteckigen Strukturen ist zu erkennen, dass zwei der Gebäude in der Mitte der Siedlung halbrunde, apsisförmige Seiten hatten. Bei den Grundmauerresten um den Talaiot gehen die Archäologen davon aus, dass es sich um Stallungen handelte. Der Talaiot ist der besterhaltene Teil der prähistorischen Siedlung. Zwischen der inneren und der äußeren Trockensteinmauer des Rundbaus befindet sich eine kleinteilige Stein- und Erdfüllung. In den unteren Teil der Südostseite wurde ein Durchlass nach außen integriert.
Der Talaiot de s'Heretat ist seit 1966 unter der Nummer RI-51-0001975 als archäologisches Monument (Monument arqueològic) registriert.

Ansichten der Siedlung
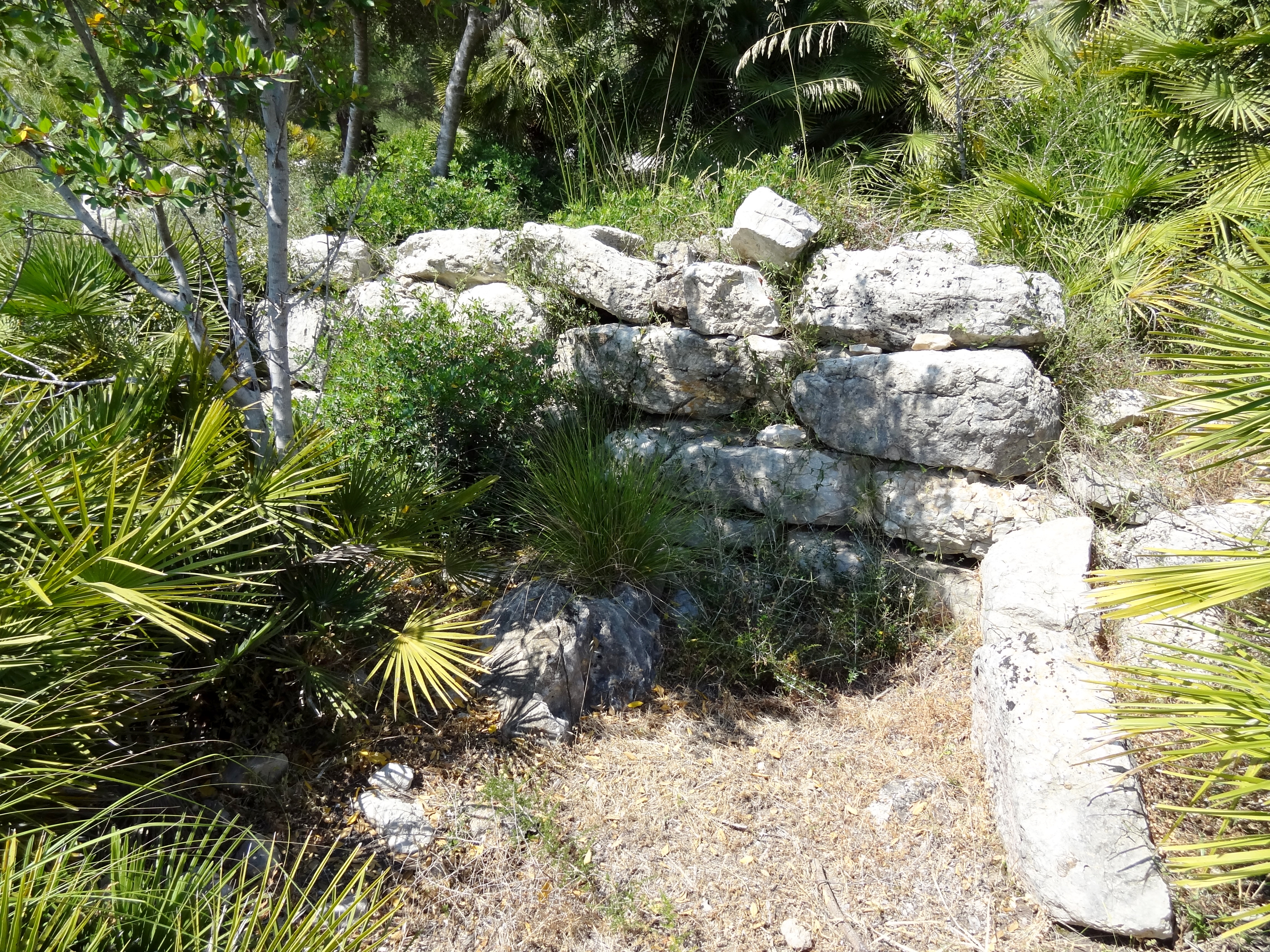
Reste der Umfassungsmauer
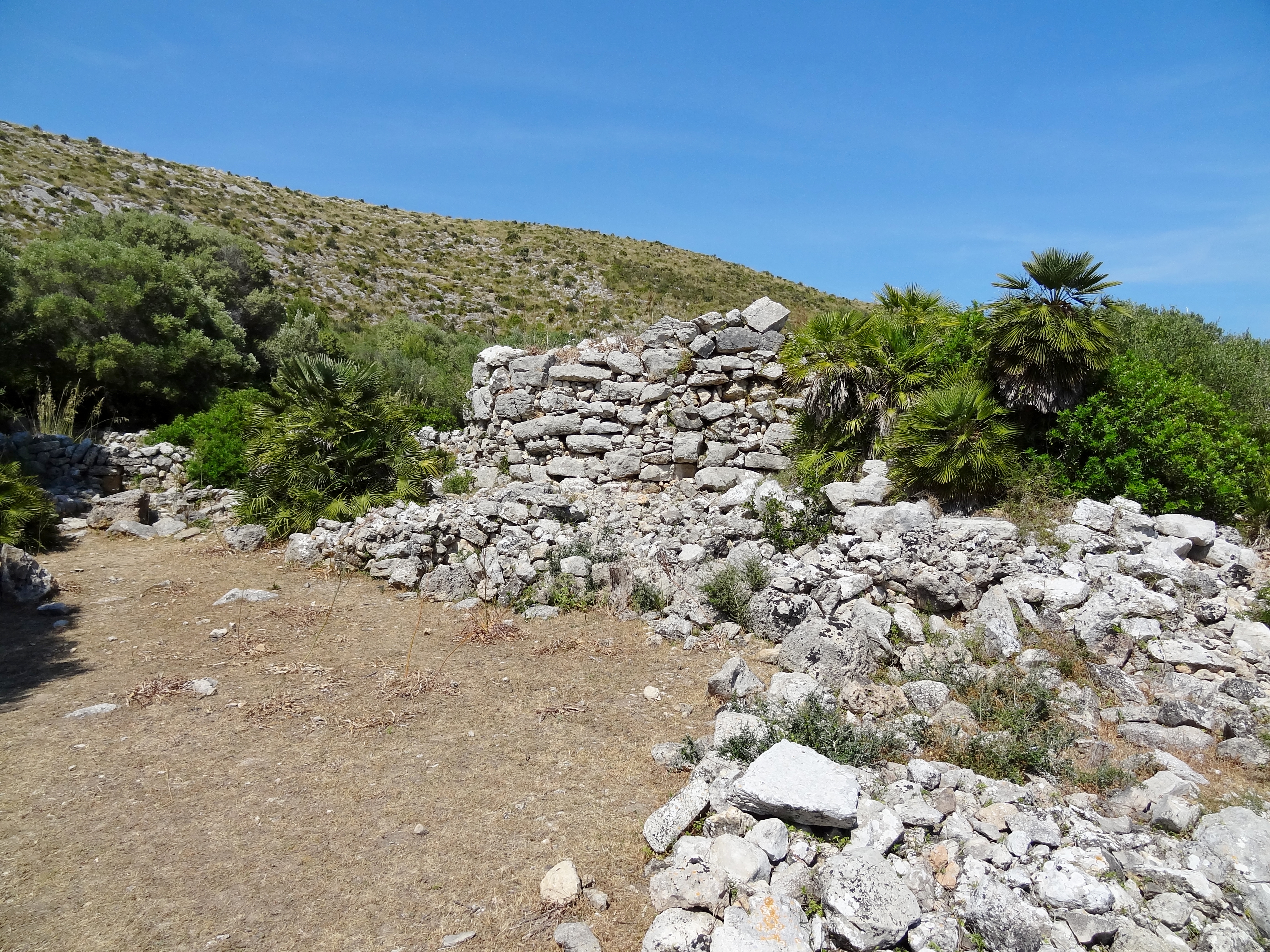
Südwestliche Freifläche vor dem Talaiot
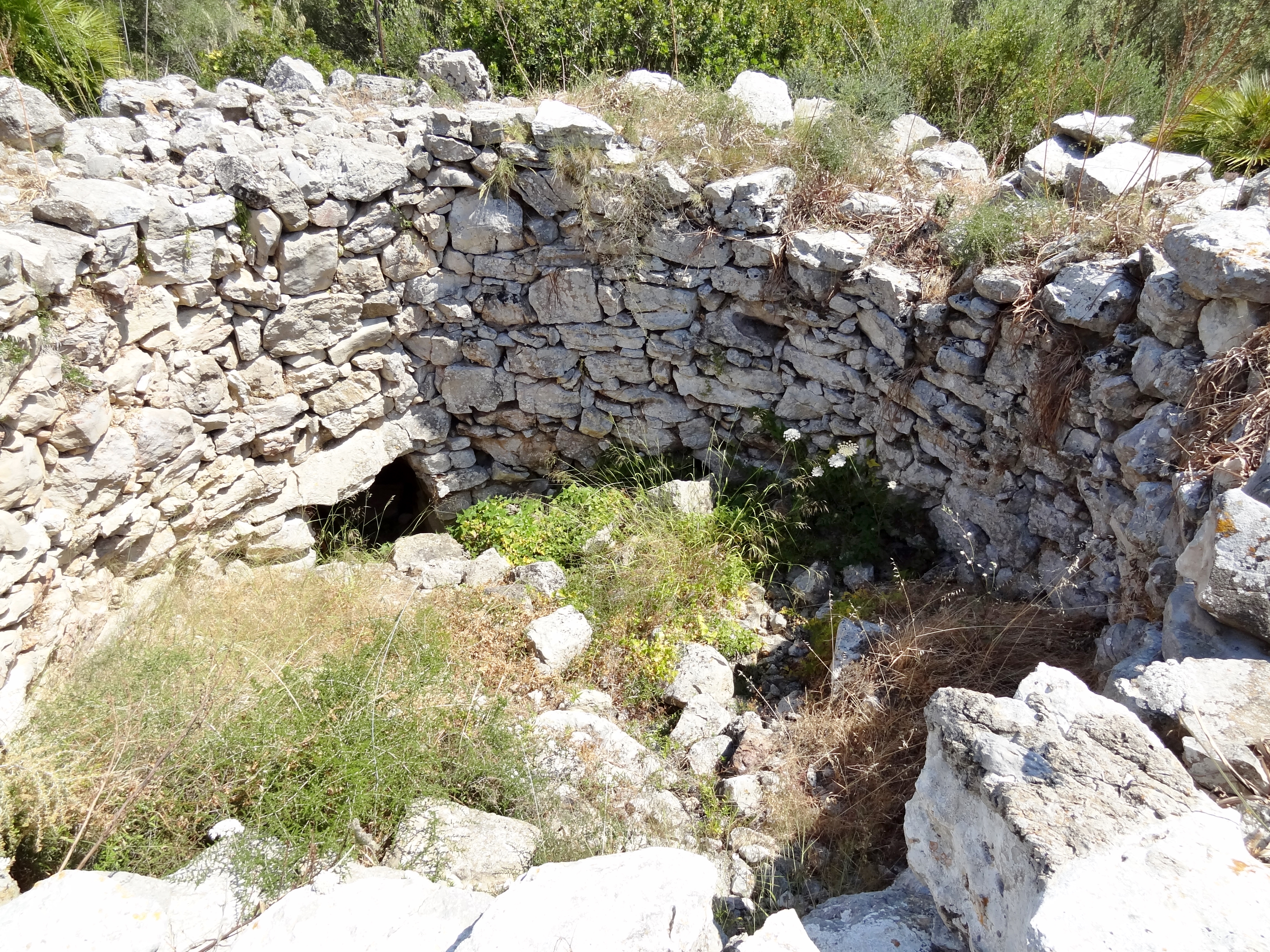
Innenraum des Talaiots mit südöstlicher Öffnung
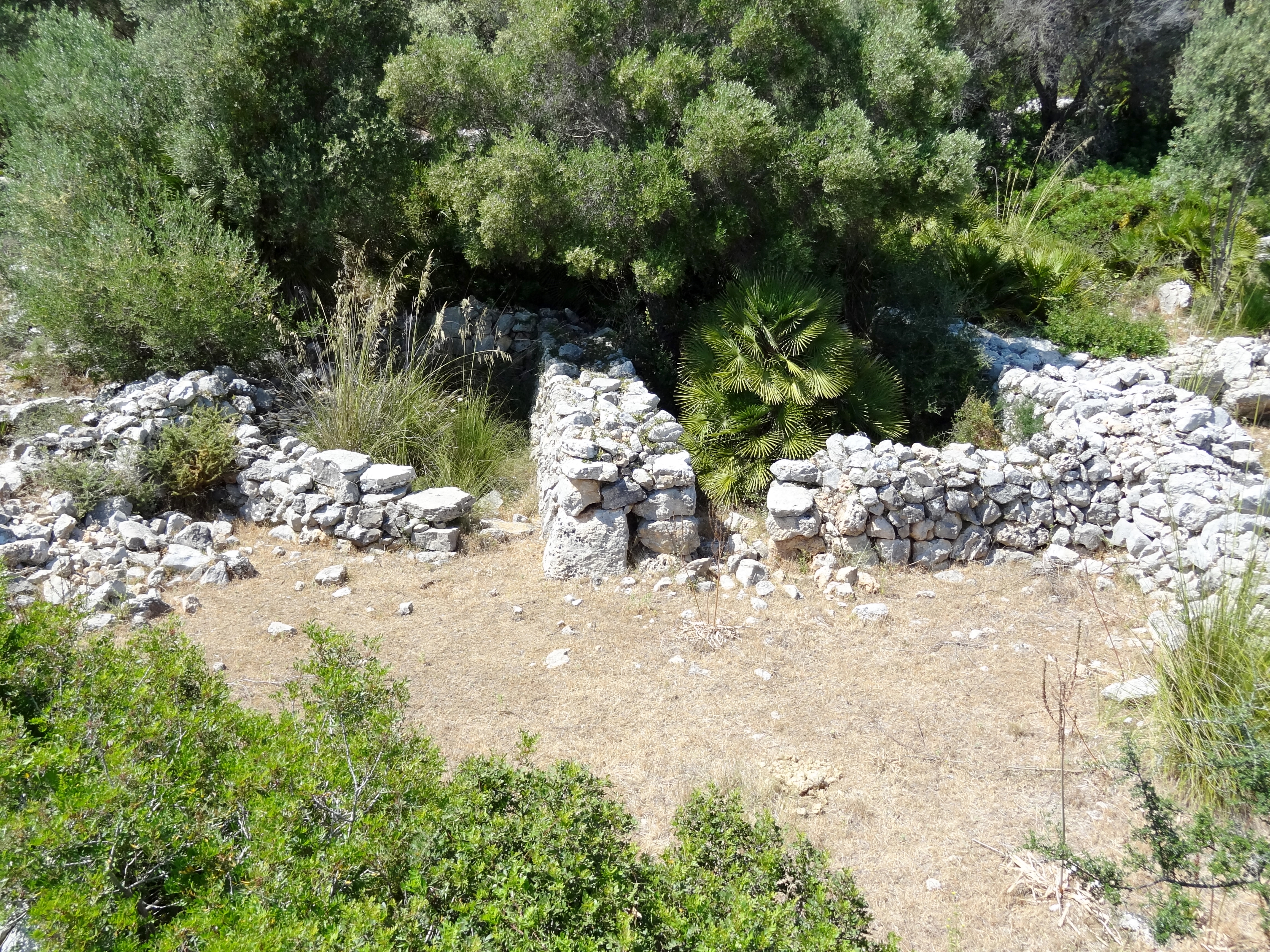
Ehemalige Stallungen nördlich des Talaiots